# Instituto de Ciências Biológicas da Universidade Federal do Pará
O Instituto de Ciências Biológicas da Universidade Federal do Pará da Universidade Federal do Pará (ICB/UFPA) é uma unidade acadêmica de formação superior (graduação e pós-graduação) localizada na cidade de Belém.

## História
O ICB/UFPA foi fundado em 21 de junho de 1973, tendo o médico Manuel Ayres como o seu primeiro diretor.
Em 1983, o ICB/UFPA inicia as atividades do Laboratório de Genética Humana e Médica do Departamento de Patologia da UFPA com o fim de desenvolver trabalhos voltados para a investigação genética de populações humanas da Amazônia.
Na primeira metade dos anos 2000, um incêndio atingiu grande parte das instalações do então Centro de Ciências Biológicas da UFPA (futuro ICB/UFPA) tendo resultado na destruição total dos laboratórios de Citopatologia, Biologia e Ecologia, além da destruição parcial dos laboratórios de Zoologia e de Ecologia, totalizando-se mais de 5.000 trabalhos de pesquisa sendo perdidos, além de amostras da fauna e da flora local.
Em 11 de agosto de 2016, o ICB/UFBA inaugurou o Museu de Anatomia Humana Funcional.

## Estrutura organizacional

### Graduação
O ICB/UFPA oferece 3 cursos de graduação e de extensão universitária:
- Biomedicina;
- Biotecnologia;
- Ciências Biológicas.

### Pós-Graduação
O ICB/UFPA abriga oito programas de pós-graduação stricto sensu (PPG), pelos quais oferece titulações de mestrado e doutorado:
- PPG em Biotecnologia;
- PPG em Ensino de Biologia;
- PPG em Genética e Biologia Molecular;
- PPG em Neurociências e Biologia Celular;
- PPG em Biologia de Agentes Infecciosos e Parasitários;
- PPG em Zoologia;
- PPG em Ecologia;
- PPG em Análises Clínicas Profissional;
- PPG em Farmacologia e Bioquímica;
- PPG em Biodiversidade e Biotecnologia.

## Professorado
- Manuel Ayres;[2]
- Horácio Schneider;
- João Paulo do Valle Mendes;[2]
- Zamir Vidal de Negreiros;[2]
- Setsuko Noro dos Santos;[2]
- Regina Célia Guerreiro do Amaral;[2]
- Ricardo Ishak.[2][3]

## Alumni notáveis
- Horácio Schneider